# Cyclohexylisocyanat
Cyclohexylisocyanat ist eine chemische Verbindung aus der Gruppe der organischen Isocyanate.

## Eigenschaften
Cyclohexylisocyanat ist eine entzündliche farblose bis gelbliche Flüssigkeit mit stechend tränenreizendem Geruch, welche sich in Wasser zersetzt. Sie zersetzt sich ebenfalls bei Erhitzung, wobei Cyanwasserstoff, Stickstoffoxide, Kohlenmonoxid und Kohlendioxid entstehen können.

## Verwendung
Cyclohexylisocyanat wird zur Synthese anderer chemischer Verbindungen (z. B. Dicyclohexylcarbodiimid) verwendet.

## Sicherheitshinweise
Die Dämpfe von Cyclohexylisocyanat können mit Luft ein explosionsfähiges Gemisch (Flammpunkt 48 °C, Zündtemperatur  390 °C) bilden.